# Schulsystem in Südkorea

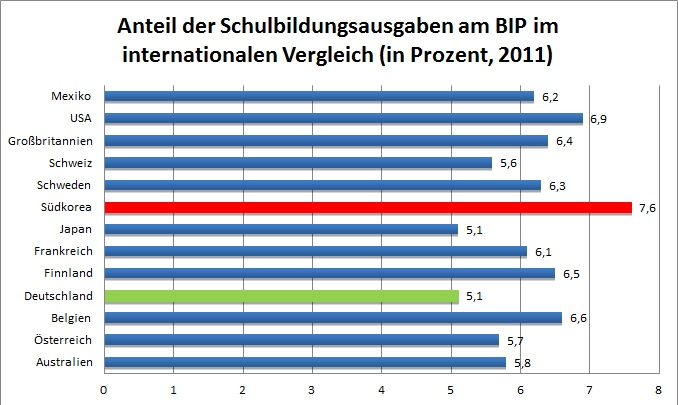
Anteil der Schulbildungsausgaben am BIP im internationalen Vergleich aus dem Jahr 2011. Deutschland (grün) und Südkorea (rot) sind hervorgehoben.

Das südkoreanische Schulsystem hat seine Wurzeln im Konfuzianismus. In der Geschichte wurde es durch verschiedene Einflüsse geprägt, unter anderem durch den Buddhismus.
Heutzutage gehört das Schulsystem zu den erfolgreichsten der Welt. Es gibt private und öffentliche Schulen, in denen Frontalunterricht und Auswendiglernen dominieren. Zusätzlich nehmen die meisten Schüler Nachhilfeunterricht in so genannten Hagwons. Über das Schulsystem gibt es seit einigen Jahren große Meinungsunterschiede unter Wissenschaftlern, insbesondere darüber, ob die Lernmethoden für die Schüler schädlich sind.

## Geschichte des Schulsystems

### Zeit vor 1945
Die Geschichte der koreanischen Schulbildung kann etwa bis zu der Zeit der Drei Königreiche zurückverfolgt werden. Es gab bereits damals öffentliche wie auch private Schulen. Die Schulen und die Art der Bildung wurden über die Zeit sowohl von Konfuzianismus wie auch vom Buddhismus erheblich beeinflusst.

#### Die Zeit der drei Königreiche

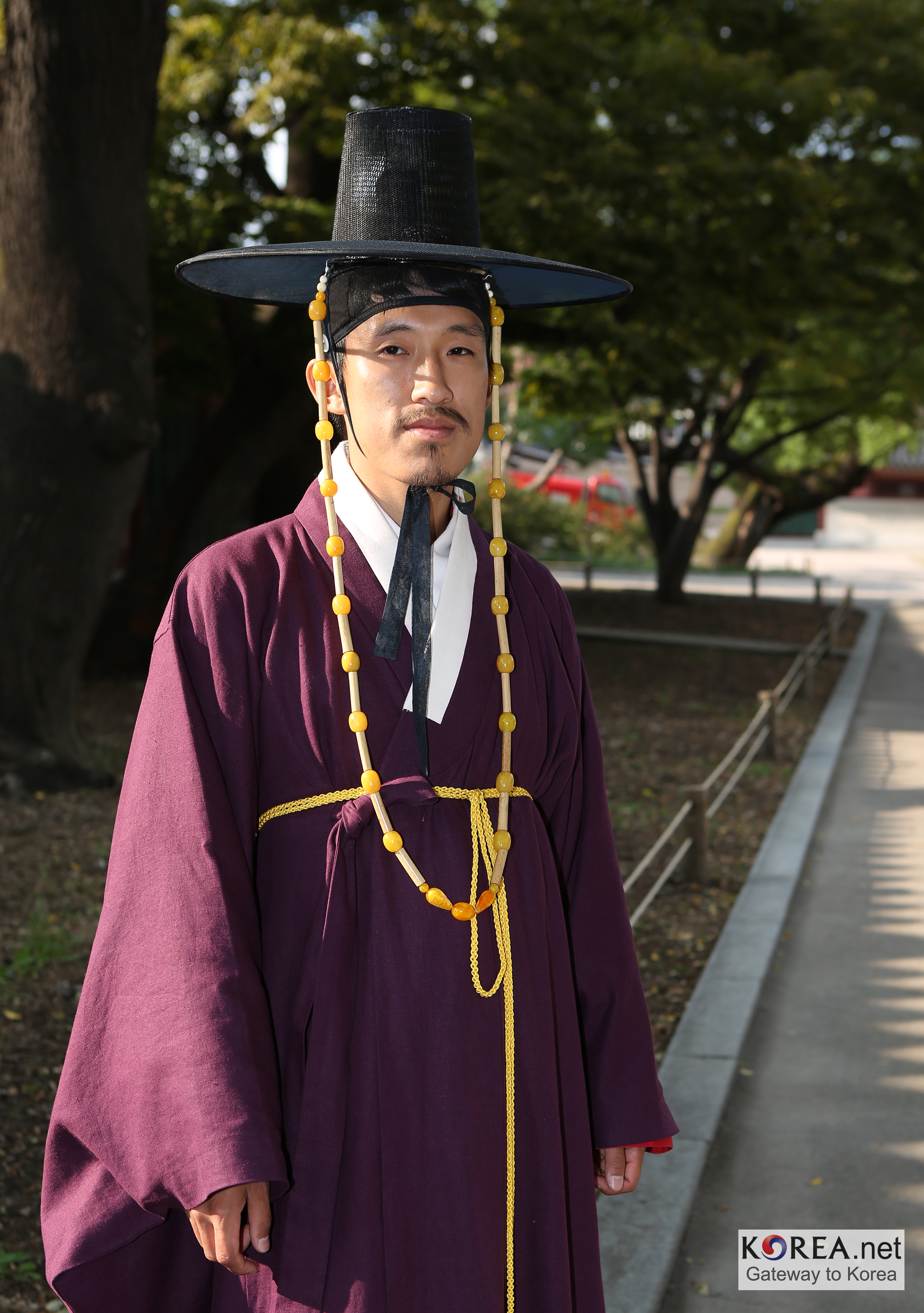
Junger Mann in Yangban-Tracht

In der Zeit der Drei Königreiche existierten auf der koreanischen Halbinsel drei Reiche. Diese waren Goguryeo (37 v. Chr.–668 n. Chr.), Baekje (18 v. Chr.–660 n. Chr.) und Silla (57 v. Chr.–918 n. Chr.). Sie alle waren untereinander verfeindete Staaten. Ihre Bildungssysteme stützten sich in ihrer Art der Bildung in allen Drei Reichen auf den Konfuzianismus, den Buddhismus und die Martial Arts. In Goguryeo wurde 372 erstmals eine staatliche Bildungseinrichtung gegründet. Diese so genannte „Daehak“ (대학; große Schule), diente dazu, den männlichen Nachwuchs der „Yangban“-Oberschicht in chinesischer Literatur, Geschichte und Bogenschießen zu unterrichten.
Ab dem Jahr 427 wurden dann auch in vielen Städten und Provinzen private Schulen gegründet. Die so genannten „Gyeongdang“ hatten den Zweck, vor allem die Unterschicht zu bilden. Es wurde in allen Schulen vor allem auf die Soziallehre, als auch die Martial Arts, Wert gelegt. Vor allem in Silla wurde großer Wert auf die Ausbildung in den Martial Arts gelegt. Durch diese Ausbildung und andere Faktoren gelang es Silla die Drei Reiche unter sich zu vereinen.

#### Goryeo-Dynastie
Die Goryeo-Dynastie (918–1392) war in den Anfangsjahren stark buddhistisch geprägt. Über die Zeit jedoch setzte sich der Konfuzianismus durch. Dies kann man vor allem sehr gut im Wandel des Schulsystems beobachten. König Gwangjong (949–979) führte im Jahre 958 das staatliche Prüfungssystem „Gwageo“ für Beamte (nach chinesischem Vorbild der Tang-Dynastie) ein. Es wurde übernommen um qualifizierte Nachwuchsbeamte für den Hof zu finden. Nach dem System konnte jeder Beamter werden, wenn er die Prüfungen bestand. In Realität konnten dies jedoch nur Mitglieder der „Yangban“, da das Studium für die Prüfungen Jahre in Anspruch nahm.
Durch den Wandel zum Konfuzianismus gab es eine steigende Nachfrage an Bildung. Deshalb schuf der König Injong (1123–1146) im Jahre 1127 im ganzen Land Schulen. Es wurde bereits im Jahre 992 die Universität „Gukjagam“ gegründet. Dies war die erste Universität des Landes. Im Laufe der Jahre stieg die Zahl der Universitäten auf elf an.
Die Bildung blühte während der Goryeo-Dynastie im gesamten Land auf. Durch den Anstieg des Bildungsniveaus wurden in Korea große Fortschritte im Druck, als auch in Philosophie, Literatur und den Naturwissenschaften vollbracht. So wurde zum Beispiel bereits um 1232 in Korea der Druck mit Lettern aus Metall entwickelt.

#### Joseon-Dynastie

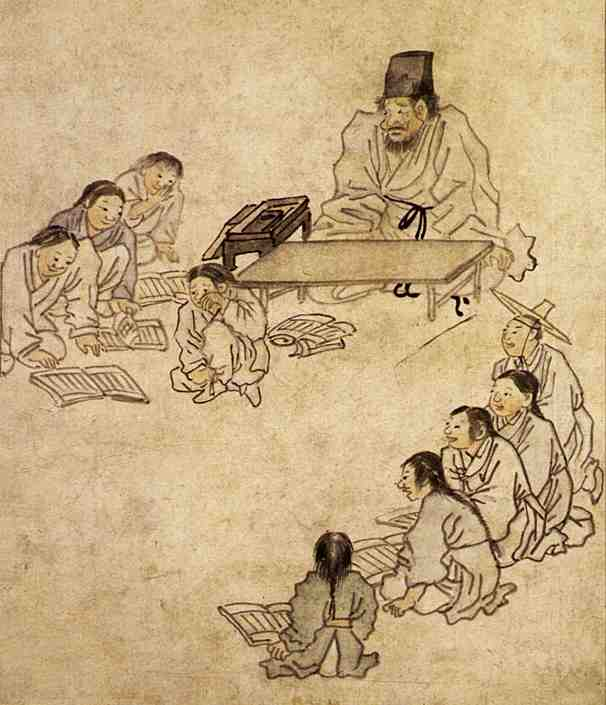
Seodang-Schule der Joseon-Zeit

Während der Joseon-Dynastie (1392–1910) wurde Korea durch und durch konfuzianistisch beziehungsweise neokonfuzianistisch. Dies führte dazu, dass die hohen Regierungsämter nun nur noch durch das Absolvieren des staatlichen Prüfungssystems erreicht werden konnten.
Im ganzen Land gab es Dorfschulen, die so genannten „Seodang“ (書堂, 서당), die zwar nicht dem staatlichen Bildungssystem unterstanden, jedoch von diesem gefördert wurden. Sie waren dazu bestimmt, um der unteren Schicht ein Grundwissen in konfuzianischer Ethik beizubringen. Auf diesen bauten dann die staatlichen Bildungseinrichtungen, die sogenannten „Hanggyeo“, auf. Sie waren dafür bestimmt, die Studenten auf die Staatsprüfungen für Regierungsämter vorzubereiten.
Anschließend mussten verschiedene Examen bestanden werden. Das erste Examen (Sama) war für die unteren Beamtenposten bestimmt. Anschließend konnten zwei verschiedene Wege einschlagen werden, um weiter aufzusteigen. Es gab die zivile Laufbahn oder die militärische. Während der Ausbildung mussten beide Gruppen drei schwierige Prüfungen absolvieren. Den wenigen, die die letzte Prüfung meisterten, eröffnete sich eine Karriere in höchste Regierungsämter am königlichen Hof. Nach der Theorie sollten alle Koreaner die gleiche Chance haben an den Prüfungen teilzunehmen. In Wirklichkeit erreichten die höchsten Stellen jedoch nur männliche Mitglieder der angesehen „Yangban“-Familien.
Im 15. und 16. Jahrhundert änderte sich das System grundlegend, als immer mehr private Schulen gegründet wurden und diese dann auch häufig vom traditionellen Weg der Lehre abwichen. Die praktische Lehre (實學, 실학, Silhak) stand völlig zum Gegensatz des Neokonfuzianismus und die so genannten „Seoweon“ (書院, 서원) verdrängten die öffentlichen Schulen immer mehr, bis durch den Regenten Daewongun (大院君, 대원군, 1863–1873) fast alle Schulen geschlossen wurden. Dies geschah, um die Machtposition des Königs zu stärken.
Im 19. Jahrhundert kamen immer mehr christliche Missionare ins Land, welche jedoch nicht missionieren durften. Aus diesem Grund schufen sie viele Schulen nach westlichem Vorbild, die sowohl Gleichberechtigung und Bildung für alle proklamierten. Diese Schulen waren die Wonsanhaksa (元山學舍, 원산학사). Eine von ihnen war die „Gungshin School“ (궁신), die sich über die Jahre in die Yonsei University entwickelte. Durch die gewaltsame Öffnung Koreas im Jahre 1876, durch Japan, wurde nicht nur das Land grundlegend verändert, sondern auch das Bildungssystem. Der Ruf nach westlicher Bildung wurde im ganzen Land laut. Durch die „Gabo-Reformen“ wurde auch besonders das Bildungswesen in Korea stark verändert. Es wurde ein Bildungsministerium gegründet, welches mit der Festlegung von Bildungsstandards und der Kontrolle von Schulbuchinhalten betraut war. Dieses stellte ein neues staatliches Schulwesen, welches aus einer fünf- bis sechsjährigen Grundschule (小學校, 소학교, Sohakgyo) und einer siebenjährigen Mittelschule (Junghakyo) bestand, vor. Dieses System schaffte die alten Beamtenprüfungen ab und schuf somit den Weg in eine neue Ära. Der Erfolg dieser Einrichtungen beschränkte sich jedoch größtenteils auf Seoul, während ein Großteil der Bevölkerung auf das alte Schulsystem vertraute.
In den folgenden Jahren stieg die Zahl der privaten Schulen an, sodass es im Jahr 1909 landesweit 1300 Schulen gab. Somit spielte Bildung nach wie vor eine zentrale Rolle in der koreanischen Kultur und wurde als Erfordernis zur nationalen Erneuerung und gesellschaftlichen Modernisierung angesehen.

#### Japanische Kolonialzeit
Während Korea unter der Kolonialregierung Japans (1910–1945) stand, wurde besonders das Schulsystem verändert, da dies ein wichtiger Pfeiler der Integration der Koreaner ins japanische Kaiserreich war. Der Ansatz der Japaner war die Koreaner zu „japanisieren“ und für immer zu kolonialisieren. Hierzu wurde im Jahr 1911 der „Joseon Ausbildungserlass“ (조선교육령; 朝鮮敎育令) verabschiedet, der das alte Schulsystem außer Kraft setzte und private Schulen so gut wie unmöglich machte.
Das japanische Schulsystem, nach preußischem Vorbild, sah vor, dass die Schüler jeweils vier Jahre zur Grund- und Mittelschule gehen müssen. Nach der Absolvierung der Schulzeit sollten sie für berufliche Tätigkeiten mit niedriger Qualifikation vorbereitet sein.
Ein Großteil der Lehrer waren Japaner und es wurde nur auf Japanisch unterrichtet. Themen wie koreanische Geschichte oder Geographie waren verboten. Des Weiteren war es Koreanern so gut wie unmöglich, eine höhere Schulbildung zu erreichen.
Mit der Unabhängigkeitsbewegung von 1919 wurden einige kleine Änderungen im Schulsystem vollzogen. So wurde die Grundschule auf 6 Jahre und die Mittelschule auf 5 Jahre verlängert. Es wurde ebenfalls der Ausbau der öffentlichen Schulen vorangetrieben, sodass es im Jahr 1936 in jeder Ortschaft eine Schule gab. Ein Großteil der koreanischen Mittelschüler und Studenten besuchten jedoch Bildungseinrichtungen in Japan, da die Möglichkeiten in Korea zu begrenzt waren.
Ab Kriegsbeginn 1941 wurde das koreanische Schulsystem rein japanisch und auf den Krieg ausgelegt. Dieser Umstand führte dazu, dass zu Kriegsende viele Schulen geschlossen wurden.
Während der Kolonialzeit stieg die Zahl an öffentlichen Schulen enorm an und die Bildung der Masse wurde stark vorangetrieben. Dies geschah jedoch nur, um die Koreaner zu 2. Klasse-Japaner zu erziehen und sie von Japan abhängig zu machen.

### Zeit nach 1945
Das Bildungssystem Koreas spaltet sich nach Kriegsende, wie das Land selbst, in Nord- und Südkorea auf. Durch die amerikanische Kontrolle über Südkorea wurde dementsprechend auch ein Schulsystem nach US-amerikanischem Vorbild eingeführt. Dies ermöglichte der breiten Bevölkerung zum ersten Mal in der Geschichte Koreas die Chance auf freie und deregulierte Bildung.
Nach der Staatsgründung 1948 wurde bereits 1949 die allgemeine Grundschulpflicht eingeführt und 1951 das 6-3-3-4 System. Das System beruhte auf 6 Jahre Grundschule (Chohakgyo), 3 Jahre Mittelschule (Junghakgyeo), 3 Jahre Oberschule (Godeunghakgyo) und 4 Jahre Universität (Daehakgyo). Die Umsetzung war jedoch schwierig, da es an qualifizierten Lehrern wie an geeigneten Räumlichkeiten mangelte. Aus diesem Grund verabschiedete die Regierung 1954 einen Sechsjahresplan, mit welchem die Mängel behoben werden sollten. Somit stieg der Bildungsetat am Staatsbudget von 4,2 Prozent (1954) auf 14,9 Prozent (1959). Durch diese Anstrengungen wurde 1956 eine Einschulungsquote von 95 Prozent erreicht.
| Jahr | Grundschule    | Grundschule    | Grundschule     | Mittelschule   | Mittelschule   | Mittelschule  | Oberschule     | Oberschule     | Oberschule                     |
| Jahr | Klassen- größe | Lehrer- dichte | →Mittel- schule | Klassen- größe | Lehrer- dichte | →Ober- schule | Klassen- größe | Lehrer- dichte | →Höhere- Bildungs- einrichtung |
| ---- | -------------- | -------------- | --------------- | -------------- | -------------- | ------------- | -------------- | -------------- | ------------------------------ |
| 1965 | 65,4           | 62,4           | 54,3 %          | 60,7           | 39,4           | 69,1 %        | 57,1           | 30,2           | 32,3 %                         |
| 1970 | 62,1           | 56,9           | 66,1 %          | 32,1           | 42,3           | 70,1 %        | 58,2           | 29,7           | 26,9 %                         |
| 1975 | 56,7           | 51,8           | 77,2 %          | 64,5           | 43,2           | 74,7 %        | 58,6           | 31,4           | 25,8 %                         |
| 1980 | 51,5           | 47,5           | 95,8 %          | 62,1           | 45,1           | 84,5 %        | 59,8           | 33,3           | 27,2 %                         |
| 1985 | 44,7           | 38,3           | 99,2 %          | 61,7           | 40,0           | 90,7 %        | 56,9           | 31,0           | 36,4 %                         |
| 1990 | 41,4           | 35,3           | 98,8 %          | 50,2           | 25,4           | 95,7 %        | 52,8           | 24,6           | 33,2 %                         |
| 1995 | 36,4           | 28,2           | 99,9 %          | 48,2           | 24,8           | 98,5 %        | 47,9           | 21,8           | 51,4 %                         |
| 2000 | 35,8           | 28,7           | 99,9 %          | 38,0           | 20,1           | 99,5 %        | 42,7           | 19,9           | 68,0 %                         |
| 2003 | 33,9           | 27,1           | 99,9 %          | 34,8           | 18,6           | 99,5 %        | 33,1           | 15,3           | 79,7 %                         |

Nachdem die Grundausbildung gesichert war, wurde 1968, unter der Regierung von Park Chung-hee (1961–1979), die Aufnahmeprüfung für Mittelschulen abgeschafft und durch eine Lotterie für die Plätze ersetzt. Dies geschah, weil eine zu große Nachfrage nach freien Plätzen entstanden war und durch diese Situation Eliteschulen entstanden. 1974 wurde das gleiche Verfahren für Oberschulen eingeführt. Anfangs führte dies jedoch zu einer Verschlechterung der Unterrichtsbedingungen, da die Klassengrößen stiegen (siehe Tabelle). Erst in den 1980er Jahren war der Ausbau des sekundären Bildungsbereiches weit genug fortgeschritten, um eine adäquate Ausbildung zu garantieren. Der Ausbau der sekundären Bildung war besonders für den wirtschaftlichen Aufschwung Südkoreas wichtig, da das Land gut ausgebildete Nachwuchskräfte brauchte.
Dies führte bereits bald dazu, dass die Universitäten nicht genügend Kapazitäten für die ansteigende Nachfrage hatten. Die Anzahl der Studenten verdoppelte sich von 1965 (105.000) auf 1975 (208.000) und verdoppelte sich wiederum bis 1980 (400.000). Aus diesem Grunde wurden viele neue Universitäten gegründet oder bestehende ausgebaut.
Unter der Regierung des Präsidenten Chun Doo-hwan (1980–1988) wurde 1980 eine Bildungsreform verabschiedet, welche privaten Nachhilfeunterricht vollständig verbot, um die Lernbedingungen anzugleichen. Des Weiteren wurden Maßnahmen erlassen, welche die Kontrolle von außercurricularen Aktivitäten von Studenten verbessern sollten. Dies geschah, um Studentendemonstrationen, wie sie unter der Ära Park Chung-hee geschehen waren, besser kontrollieren zu können.
Die letzte Änderung stellt das Graduation Quota System (GQS) dar, welches höheren Bildungseinrichtungen erlaubte, 30 Prozent mehr Bewerber anzunehmen, als bei den Examina zugelassen werden. Dies führte zu einem erhöhten Druck auf die Studenten.
Durch Studentenproteste, welche wahrscheinlich auch durch das GQ System herbeigeführt wurden, wurde 1987 das Ende der Militärdiktatur in Südkorea eingeleitet. So wurde bereits im gleichen Jahr das System wieder abgeschafft und 1990 wieder privater Nachhilfeunterricht zugelassen.
Somit wurde hier das Schulsystem geschaffen wie es noch heute, abgesehen von kleinen Änderungen, besteht. Ab den 1990er Jahren wurde das Schulsystem immer wieder verfeinert, damit von reiner Quantität auf immer mehr Qualität im Unterricht gesetzt werden konnte. Aus diesem Grunde wurde 1995 ein Plan der Regierung, unter Kim Young Sam (1993–1998), veröffentlicht, der das Schulsystem stärker privatisierte und die Gründung von Hochschulen vereinfachte. Hierdurch wurde in den letzten Jahren der Grundstein für eine "Bildungsschwemme" gelegt, da ein Großteil der Schüler nun einen Hochschulabschluss erreicht und somit dieser an Wert in der späteren Berufswelt verliert.

## Der Aufbau des Schulsystems heute

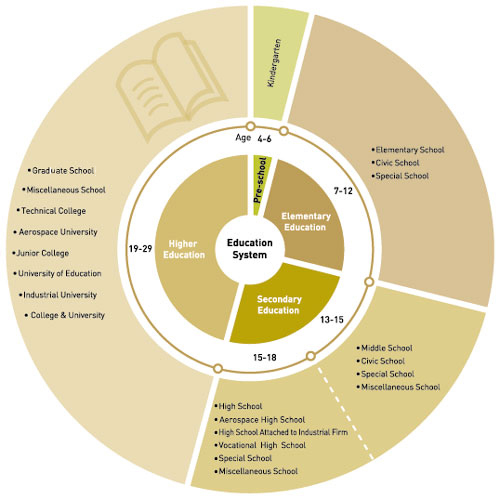
Bildungssystem in Südkorea

Ein Großteil der Wissenschaftler sieht den Grund für das rasante südkoreanische Wirtschaftswachstum an deren offenem und wettbewerbsorientiertem Bildungssystem. Dennoch sehen Wissenschaftler dies auch gespalten: auf der einen Seite sehen sie einen Erfolg im Bildungssystem, auf der anderen Seite sehen sie das Bildungssystem als eines der größten Probleme in der südkoreanischen Gesellschaft, da die Kinder schon früh mit Herausforderungen konfrontiert werden.
Für südkoreanische Kinder besteht zwischen 6 und 15 Jahren eine 9-jährige Schulpflicht (6 Jahre Grundschule, 3 Jahre Mittelschule). Fakulativ kann man weitere 3 Jahre in die Oberschule gehen (dann insgesamt 12 Jahre Schulbildung). Danach hat man die Möglichkeit an eine Universität zu gehen. In allen Schulen müssen koreanische Schüler Schuluniformen tragen. Schulklassen in Südkorea können bis zu 40 Schüler beinhalten. Der koreanische Schulunterricht ist primär auf das Auswendiglernen vom Unterrichtsstoff ausgelegt, die Klausuren und Prüfungen werden überwiegend als Multiple-Choice-Aufgaben gestellt.

### Koreanischer Kindergarten
Die Vorerziehung und der Kindergarten sind in Südkorea nicht gesetzlich vorgeschrieben, jedoch werden die Einrichtung, ausgenommen in den ländlichen Regionen Südkoreas, gut besucht. Im Kindergarten bekommen Kinder bereits Grundlagen in Lesen und Schreiben, Mathematik und vereinzelt auch auf Englisch beigebracht. Durch ein Nichtbesuchen des Kindergartens können Probleme für Kinder in der Grundschule entstehen, da ein Lernrückstand die Folge wäre.

### Grundschule

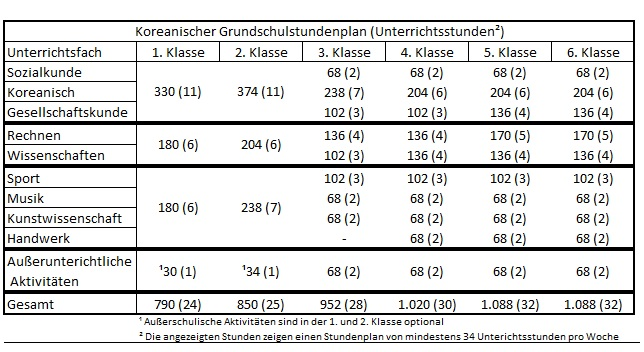
Stundenplan einer koreanischen Grundschule

Kinder werden im Alter von 6 oder 7 Jahren eingeschult, danach wird die Grundschule für 6 Jahre besucht. Im Unterricht wird den Kindern bereits eine große Selbstständigkeit abverlangt, wodurch der Unterricht in einer geduldigen, freundlichen und zuvorkommenden Übermittlung stetig hartnäckig und herausfordernd mit den Grundschülern durchgezogen wird. Die Lehrer verhalten sich zurückhaltend und versuchen nicht, den allgemeinen Geräuschpegel der Klasse zu übertreffen. Der Schwerpunkt des Unterrichts liegt auf Koreanisch, aber auch Rechnen, Wissenschaften und Gesellschaftskunde haben einen größeren Anteil im koreanischen Grundschulstundenplan.

### Mittelschule

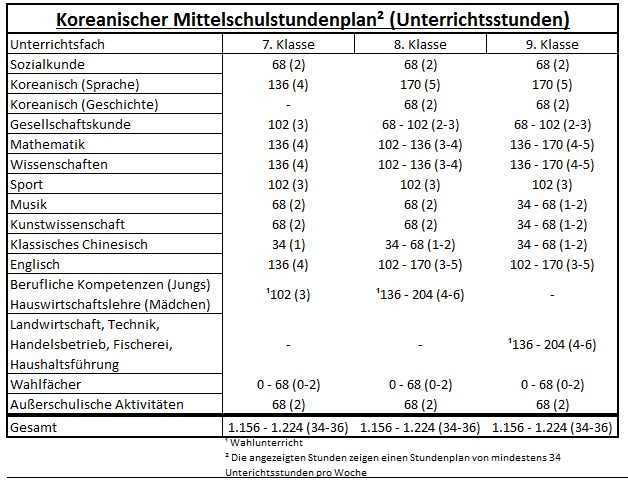
Stundenplan einer koreanischen Mittelschule

Mit einem Alter von etwa 12 bis 14/15 Jahren wird die Mittelschule in Südkorea besucht, das heißt drei Jahre Unterricht in der Mittelschule. Der Stundenplan in der Mittelschule ist breiter gefächert als der Stundenplan der Grundschule. Neue Fächer sind unter anderem Koreanische Geschichte, Mathematik, Englisch und Chinesisch. Des Weiteren gibt es speziellen Unterricht für Jungen (Berufliche Kompetenzen) und Mädchen (Hauswirtschaftslehre). Insgesamt werden 13 Fächer in der Mittelschule unterrichtet.

### Oberschule
Die Oberschule umfasst in Südkorea drei Jahre (10. bis 12. Klasse) und die Schüler sind in der Regel zwischen 15 und 19 Jahre alt. Der Notendurchschnitt der Mittelstufe ist elementar, um an einer der renommierten Oberschulen akzeptiert zu werden. In Südkorea gibt es mehrere Arten von Oberschulen, welche verschiedene Schwerpunkte haben können wie zum Beispiel Kunst und Wissenschaften oder einen fremdsprachlichen Zweig. Zwischen den Oberschulen herrscht ein harter Konkurrenzkampf. Wie hoch die Qualität einer Oberschule ist, lässt sich aus dem Prozentsatz der Graduierten ablesen, die es an eine der drei Eliteuniversitäten schaffen, die auch als SKY-Universitäten bekannt sind (Seoul National Universität, Korea-Universität und Yonsei-Universität). Da es wichtig ist an einer angesehenen Universität angenommen zu werden, besuchen die Schüler nach ihrem Unterricht noch zusätzlich die sogenannten Hagwons. Dort erhalten sie von Nachhilfelehrern zusätzliche Vorbereitungshilfe für die Abschlussklausuren, sowie extra Aktivitäten, die einen positiven Eindruck in der späteren Bewerbung für die Universität haben.

#### Universitätseintrittsprüfung

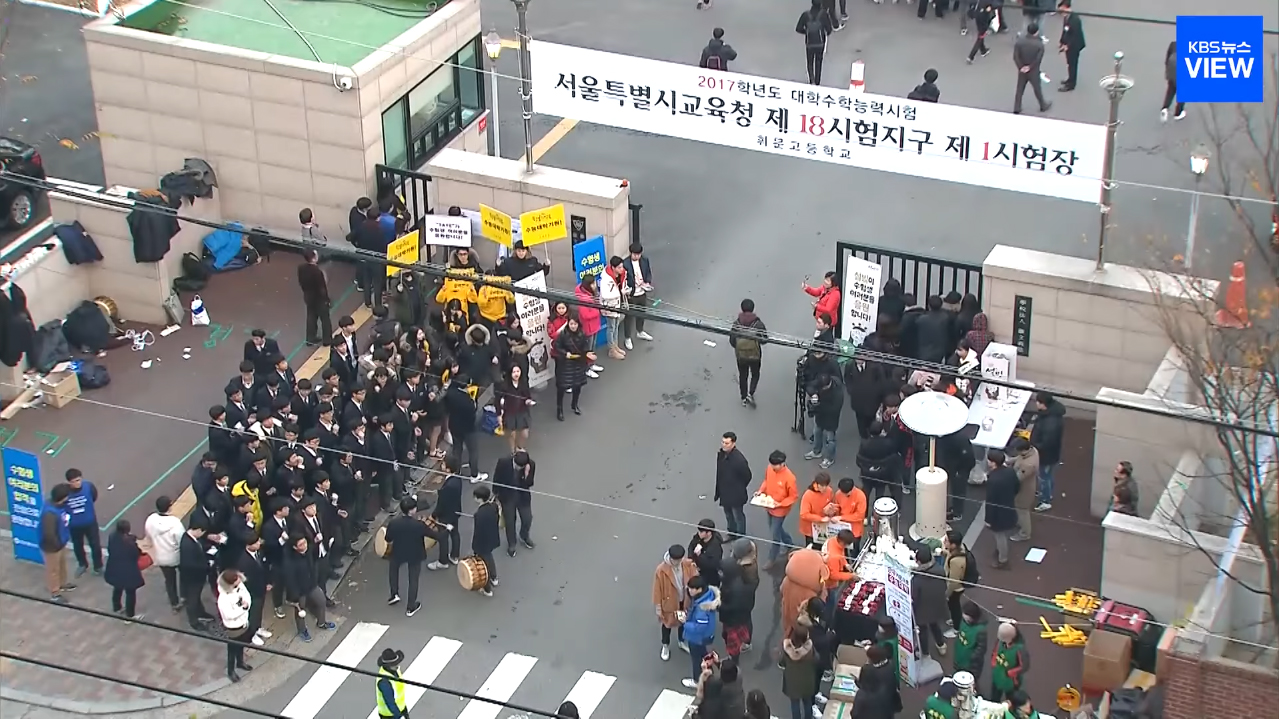
Warten vor dem Prüfungsgebäude

Ziel des teilweise 16-stündigen Schulalltags ist es, die Universitätseintrittsprüfung (수능 Suneung, vollständig 대학수학능력시험 Daehak suhak neungnyeok siheom, engl. College Scholastic Ability Test) zu bestehen. Dieser wird einmal jährlich vom Ministerium für Bildung auf nationaler Ebene durchgeführt. Der Test soll der Weiterbildung der Schüler dienen, aber vor allem auch den Universitäten, welche durch die gesammelten Daten sehen können, welche Studenten sich gut eignen für ihre Universität.
Während dieser Prüfung wird über acht Stunden hinweg in Form eines Multiple-Choice-Verfahrens das Wissen der letzten drei Oberschuljahre abgefragt. Ob ein Multiple-Choice-Verfahren das wirklich vorhandene Wissen und die Qualifikation des Schülers widerspiegelt, ist umstritten. Mit diesem Prüfsystem kann man die Bevorzugung und unfaire Behandlung vermeiden. Der Suneung wird landesweit zur gleichen Zeit von allen Schülern geschrieben. An diesem Tag herrscht Ausnahmezustand und viele Büros öffnen erst nach 10 Uhr. Dadurch kann es nicht zu Verkehrsbehinderungen kommen, wodurch die Schüler nicht abgehalten werden, an dieser entscheidenden Prüfung teilzunehmen. Schüler, die Gefahr laufen, zu spät zu kommen, werden teilweise von der Polizei zur Schule eskortiert. Selbst der Flugverkehr wird während der Hörtestphase ausgesetzt. Eltern stehen teilweise vor den Schulen und beten für ihre Kinder. Da der Druck auf den Schülern so groß ist, kommt es nicht selten zu Selbstmorden, weil die Schüler dem sozialen sowie von der Familie ausgehenden Stress nicht standhalten können. Etwa 80 Prozent der Absolventen bewerben sich an einer Hochschule, von diesen 80 Prozent wiederum wollen 80 Prozent an privaten Hochschulen studieren. Welche Universität man besucht ist häufig wichtiger bei der Karriere, als welchen Abschluss man erreicht hat.
Außer der regulären Aufnahme durch Suneung gibt es auch noch die frühzeitige Aufnahme (수시 Susi). Hier gibt es drei Möglichkeiten: Entweder werden das Abschlusszeugnis der Oberschule (학생부 교과) oder die gesamte Schulleistung (학생부 종합) berücksichtigt, oder es wird ein Essay (논술) vom Bewerber erwartet. Aufgrund des Niveau-Unterschieds von Oberschulen wird die Abschlussnote durch das Suneung-Ergebnis ergänzt. Das heißt, die Bewerber müssen eine Minimalpunktzahl im Suneung erreichen (최저등급제); für die, die diese erreichen, wird danach aber nach Abschlussnote geordnet. Allerdings gibt es auch Ausnahmen, bspw. wenn die Aufnahme von neuen Studenten regional gleich verteilt wird. Bei der Berücksichtigung aller Schulleistungen werden Noten, aber auch außerschulische Aktivitäten, wie soziales Engagement, ein Anschreiben, ein Empfehlungsschreiben und ein Motivationsgespräch mit in die Bewertung einbezogen. Bei der Aufnahme durch ein Essay werden die Essays der Bewerber durch die jeweilige Universität bewertet und daraufhin aufgenommen oder abgelehnt. Das Essay ist nicht standardisiert. Auch hier verlangen die Universitäten häufig eine Mindestpunktzahl im Suneung.

### Hochschulen
Mit dem erfolgreichen Bestehen des Suneungs können sich Absolventen der Oberschule an verschiedenen Hochschulen/Universitäten bewerben. Im Gegensatz zu den primär und sekundär Schulleveln gibt es in den Hochschulen/Universitäten keine Schuluniformpflicht. Der Konkurrenzkampf und Druck auf die Studenten bleibt genauso hoch. Zum einen gibt es die sogenannten Jeonmundae, welches Fachhochschulen mit einem zweijährigen Studium mit fachspezifischer Ausrichtung sind und zum anderen die privaten und öffentlichen Universitäten, wo man nach einem vierjährigen Studium einen Bachelor und nach 2 weiteren Jahren einen Master erreichen kann. Von 1945 bis 2001 galt nur das Resultat des Suneungs als Mittel, um sich zu bewerben, welches einen enormen Druck auf Schüler und ein finanzielles Problem für viele Familien darstellte. Natürlich ist auch heute noch das Resultat des Suneungs wichtig für die Bewerbung, jedoch hat MOEHRD ein neues System vorgeschlagen, bei dem Universitäten selber entscheiden können, unter welchen Kriterien sie Studenten aufnehmen. Als solche gelten:
- Aufzeichnung der schulischen Aktivitäten (Noten & soziale Fähigkeiten)
- College Scholastic Ability Test (CSAT)
- Universitätseigene Testverfahren (Aufsatz schreiben, Interviews etc.)
- Empfehlungsschreiben
- Eignungsprüfung
- Auszeichnungen und Preise

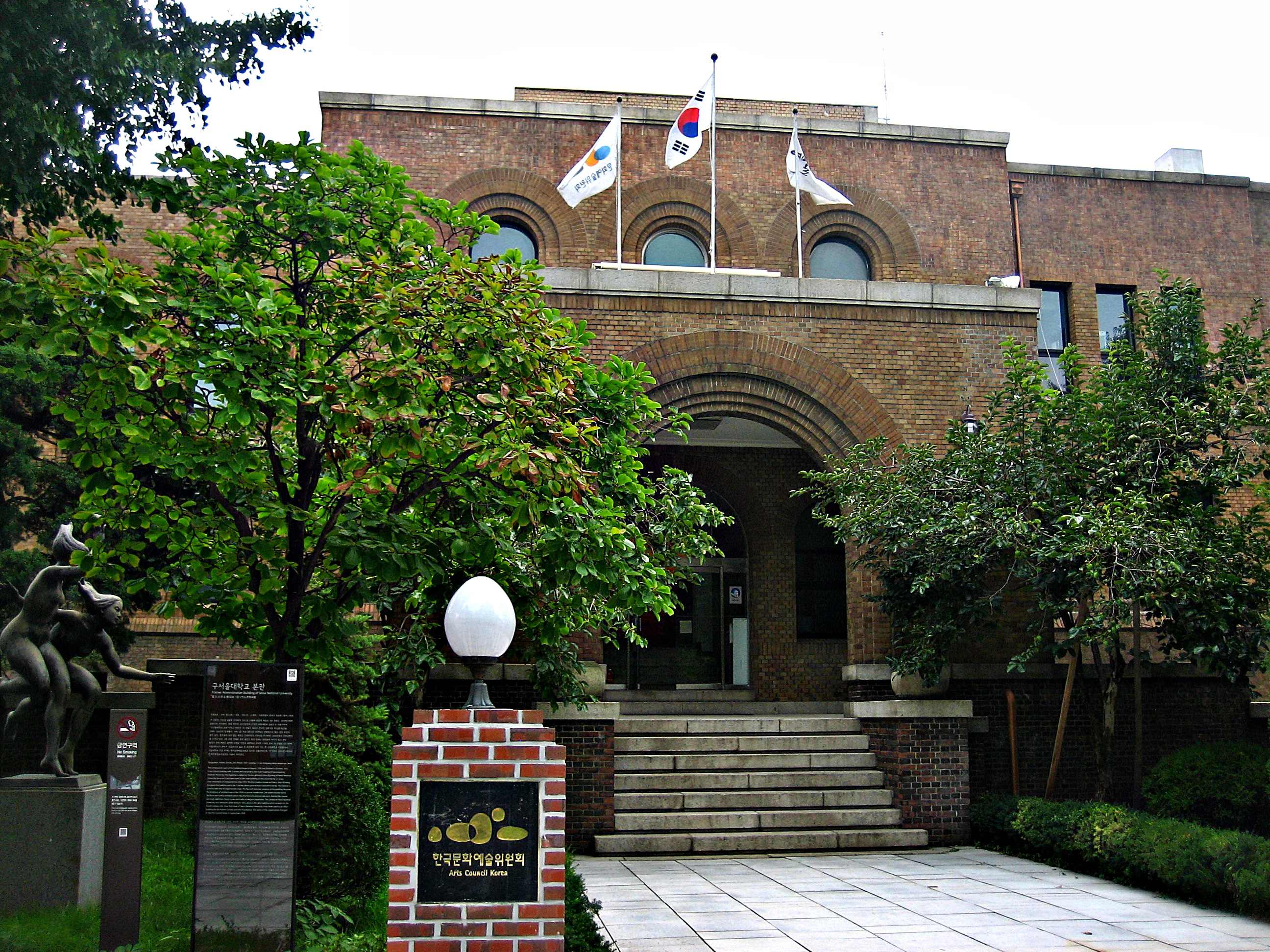
Ehemaliges Verwaltungsgebäude der Seoul National University

Zwischen öffentlichen und privaten Universitäten gibt es einen großen Unterschied in der Höhe der Semestergebühren. 2008 betrugen die Studiengebühren an der staatlichen Seoul National Universität 3730 US-Dollar pro Jahr für ein Bachelorstudium und 4893 US-Dollar für ein Masterstudium und Promotion. An der privaten Korea-Universität hingegen waren es 7662 US-Dollar für ein Bachelorstudium pro Jahr und 11.099 US-Dollar für ein Masterstudium und Promotion. Die Semestergebühren in privaten Universitäten sind zwar deutlich höher als im Vergleich zu öffentlichen Universitäten, jedoch sind diese auch besser ausgestattet. 2007 lag der prozentuale Anteil an Oberschulenabsolventen, die sich an Universitäten beworben haben, bei 84 Prozent, welches deutlich über dem OECD Durchschnitt von 50 Prozent liegt. Die Frauenquote an Universitäten lag 1995 bei 38 Prozent und ist deutlich geschrumpft im Vergleich zu 1975, als die Frauenquote bei 61 Prozent lag. Südkorea hat sich nach dem Zweiten Weltkrieg zu einem Land mit dem besten Bildungssystem hochgearbeitet. 1943 unter der japanischen Kolonialmacht waren sechs Prozent der Professoren an Universitäten Koreaner, heute hat Korea mit zirka 220 Universitäten und knapp 60.000 Professoren einen deutlich höheren Anteil. Ebenfalls ist die Entwicklung und Wichtigkeit des Studiums für die Karriere eines Koreaners daran zu erkennen, dass es jedes Jahr mehr Doktoranden Abschlüsse gibt. 1996 waren es rund 4786 und im Jahr 2001 schon um die 6646. Die zehn führenden Universitäten werden in einem Ranking dargestellt.
| Ranking | Universität                                 | Standort |
| ------- | ------------------------------------------- | -------- |
| 1       | Seoul National University                   | Seoul    |
| 2       | KAIST                                       | Daejeon  |
| 3       | Korea University                            | Seoul    |
| 4       | Yonsei University                           | Seoul    |
| 5       | Hanyang University                          | Seoul    |
| 6       | Busan National University                   | Busan    |
| 7       | Ewha Womans University                      | Seoul    |
| 8       | Pohang University of Science and Technology | Pohang   |
| 9       | Chung-Ang University                        | Seoul    |
| 10      | Sungkyunkwan University                     | Seoul    |

## Hagwon
Hagwons (engl. auch Academy) sind spezielle, private Lerninstitute, in denen die Möglichkeit besteht, in kleineren Gruppen (10 Schüler) als in der Schule (30 bis 40 Schüler) den Schulstoff zu wiederholen beziehungsweise zu vertiefen. Es gibt jedoch auch Angebote wie Tanz, Schreiben, Malen oder Rhetorik, welche einen positiven Einfluss auf die Bewerbung für einen Universitätsplatz haben. Diese Lerninstitute sind darauf ausgerichtet, ihren Besuchern die beste Vorbereitung auf den Suneung zu ermöglichen. Es gibt sogar Hagwons für Mütter, damit diese lernen, wie sie ihre Kinder am besten unterstützen können. Da Hagwons private Unternehmen sind, bezahlen die Familien pro Fach und Kind zwischen 233.000 und 269.000 Won im Monat. Die Nachhilfelehrer selber verdienen im Durchschnitt auch besser als Lehrer, die an öffentlichen Schulen angestellt sind. Während ein Hagwonlehrer zwischen 2,2 und 2,5 Mio. Won verdient, verdient ein Lehrer an einer öffentlichen Schule zwischen 2 und 2,2 Mio. Won. Besonders in Hagwons, die Englisch anbieten, ist es nicht selten, dass man einen nicht-koreanischen Lehrer hat. Zurzeit gibt es knapp 100.000 Hagwons in Südkorea, welche von etwa 75 Prozent aller Kinder besucht werden. Die Schüler gehen nach ihrem normalen bis zu 12 Stunden dauernden Unterricht abends weitere 2 bis 4 Stunden in eines dieser Institute. Somit ist ein tägliches Lernen von 16 Stunden nicht ungewöhnlich. Gerade in der Klausurenphase werden auch am Wochenende und in den Ferien Hagwons besucht. Der Grund für die hohen Kosten und die Zeit, die eine Familie aufbringt, um ihren Kindern die Möglichkeit den Hagwons-Besuch zu ermöglichen ist recht einfach. Je besser die Vorbereitung auf den Suneung, umso besser die Ergebnisse, welche dazu führen, dass die Kinder an einer renommierten Hochschule aufgenommen werden. Damit steigen das soziale Ansehen und auch die Reputation für die gesamte Familie. Da der Wettkampf um eine gute Ausbildung jedoch groß ist, müssen Bewerber für einen angesehenen Hagwon einen Eignungstest bestehen. Obwohl es gesetzlich verboten ist, bringen die Nachhilfelehrer den Schülern Lerninhalte der höheren Klassen bei, damit diese einen Vorteil haben. Teilweise lernen die Schüler schon Stoff, der erst in drei Jahren in der Schule behandelt wird. Es ist keine Seltenheit, dass Erstklässler bereits Lesen, Schreiben und Rechnen können und dieses von den Lehrern als selbstverständlich akzeptiert wird. Durch den Wahn der guten Ausbildung stürzen sich die Koreaner im internationalen Vergleich wie kein anderes Land in Kosten für Privatunterricht (2,9 Trillionen Won).

## Die Folgen des Schulsystems
Das koreanische Schulsystem gilt als eines der Besten der Welt, wenn man nach einschlägigen Testverfahren urteilt.
Nach dem Koreakrieg (1950–1953) ist in Korea ein Lernfieber ausgebrochen, welches bis heute anhält und auch seine Schattenseiten beinhaltet. Der Drang der Koreaner nach der besten Bildung bestimmt das Leben der Kinder von Anfang an. Die Eltern haben das Ziel, ihren Kindern die beste Bildung zu ermöglichen, damit sie später einen erfolgreichen Arbeitsplatz erhalten können. Dies bedeutet jedoch für Kinder, bereits während der Grundschule viel Nachhilfeunterricht nehmen zu müssen, um unter den besten des Jahrgangs zu sein. Die gesamte Ausbildung der Kinder ist nur darauf ausgerichtet, ein möglichst gutes Ergebnis im Eignungstest für die Universitäten zu erhalten. Das daraus resultierende Ergebnis gibt vor, ob man einen der wenigen und begehrten Plätze an einer der Eliteuniversitäten erhalten kann.
Doch der Leistungsdruck, der hierdurch auf die Kinder und Jugendlichen übertragen wird, ist enorm hoch. Neben dem langen Schul- und Nachhilfeunterricht bleibt den Kindern kaum Zeit, sich kreativ zu entfalten. Die Kinder und Jugendlichen wollen vor allem ihre Eltern nicht enttäuschen, da auch das Ansehen der Familie von ihrem Erfolg abhängig ist.
Eine Möglichkeit, die die Eltern sehen, um das Leben ihrer Kinder zu erleichtern, ist, ihnen eine Ausbildung im Ausland zu ermöglichen. Dies hat zum einen den Vorteil, dass sie im eigenen Land höchst angesehen ist und zum anderen, dass die Kinder auch noch eine sehr gute Sprachausbildung in der englischen Sprache erhalten. In diesen sogenannten Kirugi-Familien „Wildgänse-Familien“ lebt die Mutter mit ihren Kindern im Ausland, während der Vater in der Heimat bleibt, um Geld zu verdienen.
Eine weitere Folge der hohen Bildung der Bevölkerung ist, dass Studenten selbst mit einem Universitätsabschluss häufig keine oder keine adäquaten Anstellung finden.

## Dokumentation
- Reach for the SKY (공부의나라, Zur Leistung verdammt). Regie: Steven Dhoedt, Choi Wooyoung. BEL/ROK 2015.

## Weiterführende Literatur
- Dittrich, Klaus & Dolf-Alexander Neuhaus: "Korea’s ‘education fever’ from the late nineteenth to the early twenty-first century". In History of Education vol. 52, 4 (2023): 539–552.
- Rex Miller, Bill Latham, Brian Cahill: Humanizing the Education Machine, How to create schools that turn disengaged kids into inspired learners. Wiley 2016, ISBN 978-1-119-28310-2.
- OECD: PISA 2015 Results. Volume I: Excellence and Equity in Education. OECD Publishing, Paris 2016, ISBN 978-92-64-26732-9.
- OECD: PISA 2015 Results. Volume II: Policies and Practices for Successful Schools. OECD Publishing, Paris 2016, ISBN 978-92-64-26749-7.
- Gi-Wook Shin, Yeon-Cheon Oh, Rennie J. Moon: Internationalizing Higher Education in Korea, Challenges and Opportunities in Comparative Perspective. Shorenstein Asia-Pacific Research Center, 2016, ISBN 978-1-931368-42-1.
- Yeong-Su Tscheong: Die Entwicklung des Schulwesens und Probleme der Lehrerbildung in Süd-Korea. Dissertation. Bonn 1984, DNB 850572088.
- Kye-Za Tschu: Schulische Berufsbildung in Korea. Dargestellt am Beispiel der berufsbildenden Oberschule. Dissertation. Hamburg 1984, DNB 850396204.